# 부여 증산성
부여 증산성(扶餘 甑山城)은 대한민국 충청남도 부여군 규암면에 있는 백제의 성곽이다. 1967년 3월 25일 대한민국의 사적 제156호로 지정되었다.

## 개요
흰 돌을 사용하여 쌓은 성이 마치 시루를 올려놓고 시루테를 바른 듯 하다고 하여 시루메산성이라고도 부르는 백제 산성이다.
성왕 16년(538) 수도를 사비로 옮기고 나서 수도를 보호하기 위해 쌓은 것으로 추정된다. 둘레는 약 600m이고 높이는 2∼3m 정도로 거의 무너진 상태이지만, 성의 남쪽부분은 비교적 잘 남아 있다. 서쪽·남쪽·북쪽에 각각 문이 있던 흔적이 남아있다. 성벽은 자연 지세를 이용하여 쌓았지만 다른 성에 비하면 정교하지 못한 편이다. 성 안에는 백제토기와 기와조각이 많이 남아 있으며 동쪽에는 우물터가 있다. 은산면에 있는 이중산성·서쪽의 옥녀봉산성과 서로 바라 보면서 연결되어있다.
증산성은 신라 문무왕 12년(672) 정월에 백제 고성성을 쳐서 이겼다는 기록에서 나타나는 고성성으로도 여겨지이며, 백제 부흥운동군의 한 거점으로도 여겨지는 중요한 산성이다.

## 참고 자료
- 부여 증산성 - 국가유산청 국가유산포털